# Falllinie
Dieser Artikel wurde wegen inhaltlicher Mängel auf der Qualitätssicherungsseite des Portals Geowissenschaften eingetragen. Dies geschieht, um die Qualität der Artikel im Themengebiet Geowissenschaften zu steigern. Bitte hilf mit, die Mängel zu beseitigen, oder beteilige dich an der Diskussion. (+)

Begründung: Morphologische Bedeutung fehlt, Näheres siehe Diskussion:Falllinie --TomCatX (Diskussion) 13:06, 17. Aug. 2017 (CEST)

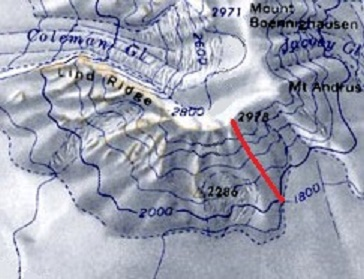
Topographische Karte (Mount Andrus, Antarktis) mit Höhenlinien (grau bzw. blau) und einer beispielhaften Falllinie (rot)

Die Falllinie eines Hanges oder einer mathematischen Fläche ist jene Linie auf der Oberfläche, die der Richtung des größten Gefälles (Gradient) folgt. Sie schneidet Höhenlinien stets rechtwinklig. Bei Vernachlässigung der Trägheit fließt Wasser entlang der Falllinie ab, eine Kugel oder ein Stein rollt in der Falllinie abwärts.

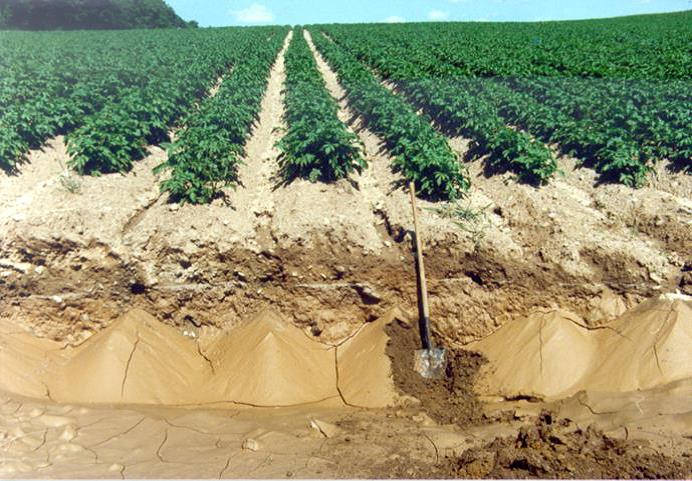
Bodenerosion bei einem in der Falllinie bewirtschafteten Kartoffelacker

Im Ackerbau ist das Pflügen in der Falllinie (längs zum Hang) zwar technisch einfacher, erhöht jedoch aufgrund des ungehindert abfließenden Wassers die Bodenerosion. Technisch aufwendiger, aber erosionsmindernd ist hingegen das Konturpflügen (quer zum Hang), da die hangparallelen Ackerfurchen die Abflussmenge reduzieren.